# Tullio Mugnaini
Tullio Otello Mugnaini (Santo Antônio de Posse, 16 de maio de 1895 — São Paulo, 25 de maio de 1975) foi um decorador, pintor, desenhista e professor brasileiro.
Sua carreira foi marcada por sua atuação na decoração de igrejas e no desenvolvimento de um estilo europeu ao trabalhar especialmente paisagens. Com o retratista e pintor de obras góticas e religiosas italiano Gino Catani, exerceu o oficio de decorador, em que colaborou com a pintura das igrejas católicas centrais da cidade de São Paulo: Igreja de Santa Cecília e Igreja da Santa Ifigênia. Em 1913, realizou sua primeira exposição individual. Na ocasião, Mugnaini pôde apresentar as suas obras e retratos que representavam as paisagens paulistanas.
De 1944 a 1965, Mugnaini ocupou o cargo de diretor da Pinacoteca do Estado de São Paulo. 

## Biografia
Filho de Dorindo Mugnaini e Zelinda Tognetti, Tullio nasceu numa família de artistas e artesãos italianos, o que explica seu interesse precoce pelo universo da pintura. Durante a infância, Mugnaini viveu em alguns municípios do interior de São Paulo como Campinas, Leme, Mogi-Mirim, Tatuí e Avaré. A transição de uma cidade para outra se deu por conta das encomendas recebidas pelo pai, que também era pintor e decorador.
Entre os anos de 1910 e 1914, estudou na associação educacional privada Liceu de Artes e Ofícios de São Paulo. Com o intuito de formar mão-de-obra especializada para a indústria, do ponto de vista técnico e moral, a organização também recebeu em seu corpo discente personalidades, como Carelli, Alfredo Norfini e Aladino Divani.
Após o período de estudos no Liceu de Artes, Tullio Mugnaini iniciou sua busca por uma bolsa no Pensionato Artístico do Estado de São Paulo, instituição criada pelo Estado de São Paulo com o intuito de fomentar a produção artística local, já que São Paulo não possuía nenhum ambiente de ensino superior na área de artes plásticas, música ou canto. Em decorrência do número escasso de vagas, o pensionato distribuía as bolsas apenas para os artistas com trabalhos artísticos compatíveis ao nível das instituições europeias, em que os cursos eram ministrados. Infelizmente, Mugnaini não conseguiu a bolsa, por isso seguiu para a Itália com o auxílio da família. Apenas no ano de 1920, o artista recebeu o subsídio do Pensionato. Até o ano de 1928, Mugnaini permaneceu no continente europeu.

### Permanência na Europa
Em 1914, o artista realizou uma viagem para a Europa, especificamente para Florença. Nesse período, o pintor e escultor italiano Filadelfo Simi foi o novo orientador de Mugnaini, que passou a apresentar obras que retratavam as paisagens dos arredores de Florença. Em 1916, Mugnaini mudou-se para a capital italiana, Roma, onde ingressou na Academia Joseph Noel e na Academia Franla. Nessa época, o pintor expôs duas telas no salão anual do Circulo Artístico de Roma.
Em decorrência da Primeira Guerra Mundial, entre os anos de 1914 e 1918, o pintor passou por dificuldades financeiras durante sua estadia no continente europeu. Com isso, Mugnaini precisou enviar regularmente suas pinturas ao seu pai, que ficou responsável pela comercialização e exposição das obras. A partir da ajuda do pai, no ano de 1916, o artista conseguiu expor algumas pinturas na Casa Aurora e, em 1919, na Casa Editora O Livro também em São Paulo.
Durante a sua temporada nos principais países europeus, Mugnaini se reunia com os artistas brasileiros José Wasth Rodrigues, Monteiro França e Alípio Dutra. O grupo realizava esses encontros para compartilhar referências e vivências artísticas. Com essa troca cultural, Mugnaini passou por um período de intensa produção, além de participar de importantes exposições em que obteve reconhecimento internacional.
Depois de ficar quatro anos no Brasil, na cidade de São Paulo, e expor mais de 60 quadros na Câmara Portuguesa, Mugnaini retornou a Roma. Na cidade, ele foi informado que conseguiu pleitear uma pensão do governo do Estado de São Paulo e seguiu viagem para a capital francesa. Na França, Mugnaini entra na Académie Julian, onde foi aluno de grandes expoentes do universo artístico como Paul Albert Laurens (1870 - 1934), Marcel Bachet e Henry Royer. Retratando a figura feminina em suas telas, Mugnaini participou de vários salões franceses.
No ano de 1925, Mugnaini retornou ao Brasil e produziu uma mostra baseada em sua produção europeia. Nesta rápida passagem pelo país natal, ele também conseguiu estender por mais dois anos sua bolsa. Sendo assim, o artista voltou à Paris em 1926. Com o retorno, Mugnaini passou pela costa da França e da Espanha, onde conheceu Córsega, território que era repleto de marinas, que serviram de inspiração para suas obras.

### De volta ao Brasil
O fim do período de produção no continente europeu ocorre em 1928, quando o pintor regressou ao Brasil para dar aulas de pintura. Além do início na carreira pedagógica, Mugnaini também integrou o time de artistas da exposição do Grupo Almeida Júnior, em 1929, e no ano seguinte instala seu ateliê no 3º andar do Palacete Santa Helena, onde lecionou durante 30 anos.
Mugnaini teve alguns problemas em relação à aceitação do seu trabalho quando voltou ao Brasil. As críticas vieram principalmente pelas cores claras e a influência da arte francesa. Mário de Andrade, por exemplo, foi um dos artistas brasileiros que não apreciava os trabalhos de Mugnaini. Entretanto, Andrade reconhecia a técnica e a qualidade dos efeitos atingidos pelo seu trabalho, mas não concordava com a ausência de preocupação com a composição estética dos trabalhos.
Com essas opiniões divergentes ao seu trabalho, o artista resolveu fazer adaptações em sua produção. Para buscar novas referências, na década de 1930, Mugnaini viajou para Sabará e Ouro Preto, em Minas Gerais, a fim de produzir quadros com cores vibrantes, representando paisagens com casas e fazendas iluminadas por um sol forte.
Por meio de um convite do arquiteto Georg Przyrembel, entre os anos de 1932 a 1934, Mugnaini obteve mais um espaço para expor o seu trabalho. Com base nas cenas do Evangelho, o artista pintou o forro da nova Igreja do Carmo.
De 1944 a 1965, tornou-se diretor da Pinacoteca do Estado de São Paulo. Ao longo de sua carreira, colaborou em jornais e revistas. No dia 25 de maio de 1975, o artista faleceu em São Paulo.
A quantidade de exposições, as inúmeras premiações e a frequência com que suas obras eram vendidas mostram um progressivo processo de aceitação do meio cultural local perante o posicionamento artístico do autor. Pintor, paisagista de marinas, naturezas-mortas e retratos são alguns dos títulos atribuídos ao artista.

## Obras
A pintura de Mugnaini é considerada de fácil interpretação e entendimento por conta da naturalidade em que os temas foram concretizados nas telas e nas paredes. No geral, a temática de seu estilo reproduz as casas caipiras de telhados encurvados, quintais, casebres encarapitados em morros, fazendas e casas coloniais. Esses elementos normalmente estão iluminados em decorrência de um sol forte, utilizado de referência pelo autor. Além disso, Mugnaini também perpetuou sua arte em igrejas, onde reproduzia cenas do Evangelho, e quadros que retratavam mulheres, corpos nus, marinas e flores.
Dentro da sua carreira é possível destacar as seguintes obras: Igreja de São Francisco; A Moça do Chapéu Verde (1922); Paisagem [Ciboure] (1925) e Velho Casarão (1961). Uma intersecção notada nos quatro trabalhos é a técnica de óleo sobre tela.
O conjunto do trabalho do pintor mostra um cuidado com o senso decorativo, além de uma busca pela harmonia estética. Os quadros que retratam corpos nus apresentam uma simetria com pouco rigor, ricos em tons claros e formas variadas. Principalmente nas obras que reproduziam paisagens bascas, Mugnaini apresentava o ar pitoresco das casas do interior com cores, especialmente os tons castanhos, que se destacavam nas paredes brancas. De acordo com Raymond Cogniat, historiador e crítico, o artista se revela em telas de inspirações variadas, mas mantendo sempre qualidade, preocupação de observação e de harmonia.

## Análise
Com obras de cores claras, influências e elementos franceses e aderência ao impressionismo europeu, Mugnaini recebeu críticas, principalmente dos artistas e especialistas brasileiros, que não aceitavam essa referência internacional e a falta de rigor e equilíbrio na composição. Os apontamentos se estendiam aos outros bolsistas, que também apresentavam obras com características menos tradicionais.
No final dos anos 20, mais especificamente em 1927, Raymond Cogniat escreveu três artigos sobre artes plásticas na Revue de l’Amérique latine: o primeiro em março, quando comenta o “Salon des Indépendants”, o segundo, em junho, “Les artistes américains aux Salon de Printemps” e o terceiro, em dezembro, “Les artistes américanis au ‘Salon d’Automne’”. Em todos eles, o crítico destaca sobretudo as obras de Rego Monteiro, Toledo Piza, Anita Malfatti e Tullio Mugnaini. Em abril de 1928, surge o comentário sobre o “Salon des Indépendants”, de Paris, por Cogniat, que criticou a decadência da exposição em que imperaria o amadorismo em detrimento da audácia. Porém, o crítico reconhece e parabeniza os artistas que conservavam a coragem de continuar participando da mostra, principalmente aqueles cuja personalidade já era reconhecida.

### Influência europeia
Com a sua experiência em Paris, Mugnaini passou a utilizar uma paleta de cores que predomina tonalidades diluídas e suaves. Para a pesquisadora Ruth Tarasantchi, a artista Tarsila do Amaral, que passou alguns anos ao lado do colega Mugnaini em Paris, foi uma das fontes que comprovou a afinidade do artista com o impressionismo daquele período, caracterizado pela intensidade das cores e a sensibilidade do artista. Seguindo essa influência do movimento de origem francesa, Mugnaini levou aos seus quadros muita luminosidade e uma aplicação da tinta em camadas espessas, deixando a imagem em si como segundo plano.

## Curiosidades
Após uma fase mais nacionalista, Mugnaini estabeleceu desavenças com o também artista Clodomiro Amazonas. Longas cartas trocando ofensas foram publicadas nos jornais, dividindo os artistas entre adeptos de Clodomiro Amazonas – que julgavam que Mugnaini, por ser filho de italianos e ter estudado na Europa, não era um pintor brasileiro - e defensores de Mugnaini –  que defendiam a origem brasileira do pintor.
Sem deixar de lado a sua atuação como artista, Mugnaini entrou para área administrativa e ocupou o cargo de diretor da Pinacoteca do Estado de São Paulo - Pesp, entre os anos de 1944 a 1965. Mugnaini também presidiu o Salão Paulista de Belas Artes.

## Lista de exposições e prêmios
Entre as décadas de 1950 e 1960, Mugnaini recebeu honrarias, como o primeiro prêmio de pintura do governo do Estado de São Paulo, em 1957, os prêmios da prefeitura de São Paulo, em 1959 e 1968, e o da Assembleia Legislativa do Estado, em 1960. Esses reconhecimentos atestam sua consagração como artista e figura pública.
Tullio Mugnaini integrou o salão da Sociedade dos Artistas Franceses em 1921, 1922, 1923 e 1925. Além disso, o artista também garantiu um espaço no salão da Sociedade Nacional de Belas-Artes de Paris, que ocorreu em 1923. Em seguida, Mugnaini realizou uma mostra em São Paulo, mais especificamente na residência de seu pai. Em 1925, participou de uma exposição na Galeria Marsan, em Paris, com aproximadamente 30 obras, sendo que a maioria era de paisagens da região da Provença. Retornando à França em 1926, após breve passagem por São Paulo, apresentou suas obras no Salon de Paris, em 1927, e no Salon des Indépendents em 1928.

### Exposições
- Mugnaini, 1913, no Cinema Radium (São Paulo, SP)[2]
- Mugnaini, 1916, na Casa Aurora (São Paulo, SP)[3]
- Mugnaini, 1919, na Casa Aurora (São Paulo, SP)[4]
- Mugnaini(1919 : Santos, SP)Photographia Marques Pereira (Santos, SP)[5]
- Salon des Artistes Français (1921 : Paris, França)[6]
- Salon Officiel des Artistes Français (1922. : Paris, França)[7]
- Salon de la Société Nationale des Beaux Arts (1927 : Paris, França)[8]
- Salon de la Société Nationale des Beaux Arts (1923 : Paris, França)[9]
- Salon des Artistes Français (1924 : Paris, França)[10]
- Salon de la Societé Nationale des Beaux Arts (1924 : Paris, França)[11]
- Salon des Artistes Français (1923 : Paris, França)[12]
- Tulio Mugnaini (1925 : Paris, França)[13]
- Mugnaini (1926 : São Paulo, SP)[14]
- Salon des Artistes Français (1928 : Paris, França)[15]
- Salon des Artistes Indépendents (1928 : Paris, França)[16]
- Grupo Almeida Júnior (1928 : São Paulo, SP)[17]
- The First Representative Collection of Paintings by Brazilian Artists (1930 : Nova York, Estados Unidos)[18]
- Mugnaini (1928 : São Paulo, SP)[19]
- Salão Nacional de Belas Artes (40. : 1934. : Rio de Janeiro, RJ)[20]